# Хосе Мануель Арнаїс
Хосе Мануель Арнаїс (ісп. José Arnáiz; нар. 15 квітня 1995, Талавера-де-ла-Рейна) — іспанський футболіст, нападник клубу «Осасуна».
Виступав за «Реал Вальядолід» та «Барселону».

## Ігрова кар'єра
Народився 15 квітня 1995 року в місті Талавера-де-ла-Рейна. Вихованець юнацьких команд місцевого клубу «Талавера», за головну команду якого провів у сезоні 2013/14 декілька матчів у четвертому іспанському дивізіоні.
2014 року уклав контракт з клубом «Реал Вальядолід», два роки грав за його другу команду, після чого почав виступи за основну команду у Сегунді. В сезоні 2016/17 вже був основним нападником «Вальядоліда», регулярно відзначався забитими голами.
У серпні 2017 року прийняв запрошення приєднатися до «Барселони». У клубній структурі каталонського гранда здебільшого грав за другу команду, провівши за головну команду лише декілька матчів на Кубок Іспанії і одну гру Ла-Ліги, а його команда вийшла переможцем в обох цих турнірах.
Не маючи перспектив закріпитися в «Барселоні», у серпні 2018 року погодився перейти до «Леганеса», який сплатив за його трансфер 5 мільйонів євро.
2020 року виступав на правах оренди у складі «Осасуни».

## Статистика виступів

### Статистика клубних виступів
| Сезон                         | Команда                       | Чемпіонат                     | Чемпіонат | Чемпіонат | Національний кубок | Національний кубок | Національний кубок | Континентальні кубки | Континентальні кубки | Континентальні кубки | Інші змагання | Інші змагання | Інші змагання | Усього | Усього |
| Сезон                         | Команда                       | Ліга                          | Ігор      | Голів     | Ліга               | Ігор               | Голів              | Ліга                 | Ігор                 | Голів                | Ліга          | Ігор          | Голів         | Ігор   | Голів  |
| ----------------------------- | ----------------------------- | ----------------------------- | --------- | --------- | ------------------ | ------------------ | ------------------ | -------------------- | -------------------- | -------------------- | ------------- | ------------- | ------------- | ------ | ------ |
| 2013–14                       | «Талавера»                    | ТД                            | 7         | 0         | -                  | -                  | -                  | -                    | -                    | -                    | -             | -             | -             | 7      | 0      |
| 2014–15                       | «Реал Вальядолід Б»           | СДБ                           | 8         | 2         | -                  | -                  | -                  | -                    | -                    | -                    | -             | -             | -             | 8      | 2      |
| 2015–16                       | «Реал Вальядолід Б»           | СДБ                           | 31        | 11        | -                  | -                  | -                  | -                    | -                    | -                    | -             | -             | -             | 31     | 11     |
| Усього за «Реал Вальядолід Б» | Усього за «Реал Вальядолід Б» | Усього за «Реал Вальядолід Б» | 39        | 13        |                    | -                  | -                  |                      | -                    | -                    |               | -             | -             | 39     | 13     |
| 2015–16                       | «Реал Вальядолід»             | СД                            | 5         | 0         | КІ                 | 0                  | 0                  | -                    | -                    | -                    | -             | -             | -             | 5      | 0      |
| 2016–17                       | «Реал Вальядолід»             | СД                            | 35        | 12        | КІ                 | 1                  | 0                  | -                    | -                    | -                    | -             | -             | -             | 36     | 12     |
| серп. 2017                    | «Реал Вальядолід»             | СД                            | 1         | 0         | КІ                 | 0                  | 0                  | -                    | -                    | -                    | -             | -             | -             | 1      | 0      |
| Усього за «Реал Вальядолід»   | Усього за «Реал Вальядолід»   | Усього за «Реал Вальядолід»   | 41        | 12        |                    | 1                  | 0                  |                      | -                    | -                    |               | -             | -             | 42     | 12     |
| 2017–18                       | «Барселона Б»                 | СД                            | 20        | 6         | -                  | -                  | -                  | -                    | -                    | -                    | -             | -             | -             | 20     | 6      |
| 2017–18                       | «Барселона»                   | ПД                            | 1         | 0         | КІ                 | 4                  | 3                  | ЛЧ                   | 0                    | 0                    | СІ            | 0             | 0             | 5      | 3      |
| 2018–19                       | «Леганес»                     | ПД                            | 0         | 0         | КІ                 | 0                  | 0                  | -                    | -                    | -                    | -             | -             | -             | 0      | 0      |
| Усього за кар'єру             | Усього за кар'єру             | Усього за кар'єру             | 108       | 31        |                    | 5                  | 3                  |                      | -                    | -                    |               | -             | -             | 113    | 34     |

## Титули і досягнення
- Володар Кубка Іспанії (1):

«Барселона»: 2017–2018
- Чемпіон Іспанії (1):

«Барселона»: 2017–2018